# Steginoporella sulcata
Steginoporella sulcata är en mossdjursart som beskrevs av Harmer 1900. Steginoporella sulcata ingår i släktet Steginoporella och familjen Steginoporellidae. Inga underarter finns listade i Catalogue of Life.